# Граф Мортон
Граф Мортон (англ. Earl of Morton) — наследственный титул в системе пэрства Шотландии, созданный в 1458 году для Джеймса Дугласа из Далкита (1426—1493). Кроме графского титула, он получил титул лорда Абердура.
Титул учтивости старшего сына и наследника графа Мортона — «лорд Абердур».

## История
Дугласы из Далкита происходят от Эндрю Дугласа из Хермистона (ум. ок. 1277), младшего сына Арчибальда Дугласа, 2-го лорда Дугласа (ок. 1198—1238). Ему наследовал сын Уильям Дуглас из Хермистона, подписавший Рагманские свитки в 1296 году. Его преемником стал его сын Джеймс Дуглас из Лотиана, у которого была два сына: сэр Уильям Дуглас и сэр Джон Дуглас. Сэр Уильям Дуглас (ок. 1300 — ок. 1353), известный как рыцарь Лиддесдейл, получил во владение Далкийт в Мидлотиане (1341) и Абердур в Файфе (1342). После его гибели от рук своего крестника Уильяма Дугласа, 1-го графа Дугласа, баронский титул унаследовал его племянник, Джеймс Дуглас, барон Далкит. В 1370 году граф Дуглас признал за Джеймсом Дугласом титул барона. В 1386 году баронии Далкит и Абердур были объединены в единое баронство с главной резиденцией в замке Далкит и дополнительной ставкой в замке Абердур. Джеймс Дуглас был братом Николаса Дугласа, 1-го лорда Майнса (1372—1392).

## Графы Мортон
Джеймс Дуглас, 4-й лорд Далкит (1426—1493), унаследовал отцовский титул в 1456 году после отречения от прав своего отца. В 1458 году для него был создан титул графа Мортона. В 1459 году Джеймс Дуглас, 1-й граф Мортон, женился на Джоанне Стюарт (ок. 1428—1486), глухонемой дочери шотландского короля Якова I Стюарта. Титул лорда Далкита стал использоваться как титул учтивости старшего сына и наследника графа Мортона до передачи титула и поместья Далкит 7-м графом Мортоном дому Баклю в 1642 году.
В 1538 году король Яков V Стюарт вызвал Джеймса Дугласа, 3-го графа Мортона, на Тайный совет за неуплату феодальных повинностей. В 1540 году он был отправлен в Инвернесс под домашний арест. В Брихине граф Мортон подписал акт об отказе от своих владений в пользу своего родственника Роберта Дугласа из Лохлевена, который, однако, также был изгнан шотландским королём Яковом V. После смерти короля Якова V в 1542 году Джордж Дуглас из Питтендрейха (ум. 1552) и Джеймс Гамильтон, 2-й граф Арран (1516—1575) помогли графу Мортону вернуть его владения, включая Абердур. Взамен граф Мортон выдал трех своих дочерей замуж за сыновей своих союзников. Джеймс Дуглас из Питтендрейха (1525—1581) женился на Элизабет Дуглас и унаследовал графский титул в 1553 году.
Джеймс Дуглас, 4-й граф Мортон (ок. 1525—1581) был регентом Шотландии во время несовершеннолетия короля Якова VI Стюарта (1572—1581). После достижения королём совершеннолетия граф Мортон, замешанный в убийстве отца короля, лорда Дарнли в 1567 году, был казнён в 1581 году. Его титул и владения были конфискованы короной. Однако Джон Максвелл, 8-й лорд Максвелл (1552—1593), внук 3-го графа Мортона, получил в 1581 году титул графа Мортона и пользовался этим титулом до своей смерти. В 1586 году титул 8-го графа Мортона получил Арчибальд Дуглас, 8-й граф Ангус (1555—1588). Начался конфликт за графский титул между двумя семьями. В 1609 году Джон Максвелл, 9-й лорд Максвелл (ок. 1586—1613), претендовавший на графский титул, был лишен титула графа Мортона. В 1618 году для его брата Роберта Максвелла, 10-го лорда Максвелла (1586—1646), был восстановлен титул графа Мортона, но в 1620 году он получил титул графа Нитсдейла.

## Лорды Далкит (1341)
- Уильям Дуглас, лорд Лиддесдейл (ок. 1300 — ок. 1353), старший сын Джеймса Дугласа из Лотиана;
- Джеймс Дуглас, 1-й лорд Далкит (ум. 1440/1441), сын сэра Джеймса Дугласа из Далкейта (ум. 1420) и Агнесс Данбар;
- Джеймс Дуглас, 2-й лорд Далкит (ум. 1456/1458), старший сын предыдущего и Элизабет Стюарт (ум. 1411), дочери короля Роберта III Стюарта и Арабеллы Драммонд;
- Джеймс Дуглас, 3-й лорд Далкит;
- Джеймс Дуглас, 4-й лорд Далкит (1426 — 22 октября 1493), сын 2-го барона Далкейта, с 1458 года — граф Мортон.

## Графы Мортон (1458)
- 1458—1493: Джеймс Дуглас, 1-й граф Мортон (1426 — 22 октября 1493), сын Джеймса Дугласа, 2-го лорда Далкита;
- 1493—1513: Джон Дуглас, 2-й граф Мортон (ум. 9 сентября 1513), сын предыдущего;
- 1513—1548: Джеймс Дуглас, 3-й граф Мортон (ум. декабрь 1548), старший сын предыдущего;
- 1550—1581: Джеймс Дуглас, 4-й граф Мортон (ок. 1516 — 2 июня 1581), второй сын сэра Джорджа Дугласа (ум. 1552);
- 1581—1585: Джон Максвелл, 8-й лорд Максвелл (24 апреля 1552 — 6 декабря 1593), младший сын Роберта Максвелла, 7-го лорда Максвелла (ок. 1510—1552) и леди Беатрис Дуглас, внук 3-го графа Мортона;
- 1586—1588: Арчибальд Дуглас, 5-й граф Мортон (ок. 1555 — 4 августа 1588), также 8-й граф Ангус, сын Дэвида Дугласа, 7-го графа Ангуса (ок. 1515—1557) и Маргарет Гамильтон;
- 1588—1606: Уильям Дуглас, 6-й граф Мортон (1540 — 24 сентября 1606), сын сэра Роберта Дугласа из Лохлевена (ум. 1547) и Маргарет Эрскин;
- 1606—1648: Уильям Дуглас, 7-й граф Мортон (1582 — 7 августа 1648), сын Роберта Дугласа, мастера Мортона (ум. 1584/1585) и внук 6-го графа Мортона;
- 1648—1649: Роберт Дуглас, 8-й граф Мортон (ум. 12 ноября 1649), старший сын предыдущего;
- 1649—1681: Уильям Дуглас, 9-й граф Мортон (ум. 1681), старший сын предыдущего;
- 1681—1686: Джеймс Дуглас, 10-й граф Мортон (ум. 25 августа 1686), младший сын 7-го графа Мортона;
- 1686—1715: Джеймс Дуглас, 11-й граф Мортон (до 1660 — 7 декабря 1715), старший сын предыдущего;
- 1715—1730: Роберт Дуглас, 12-й граф Мортон (ум. 22 января 1730), второй сын 10-го графа Мортона;
- 1730—1738: Джордж Дуглас, 13-й граф Мортон (1662 — 4 января 1738), младший сын 10-го графа Мортона;
- 1738—1768: Джеймс Дуглас, 14-й граф Мортон (ок. 1703 — 12 октября 1768), старший сын предыдущего;
- 1768—1774: Шолто Чарльз Дуглас, 15-й граф Мортон (1732- 25 сентября 1774), старший сын предыдущего;
- 1774—1827: Джордж Дуглас, 16-й граф Мортон (3 апреля 1761 — 17 июля 1827), старший сын предыдущего;
- 1827—1858: Джордж Шолто Дуглас, 17-й граф Мортон (23 декабря 1789 — 31 марта 1858), сын достопочтенного Джона Дугласа (1756—1818), и внук 14-го графа Мортона;
- 1858—1884: Джон Шолто Дуглас, 18-й граф Мортон (13 апреля 1818 — 24 декабря 1884), старший сын предыдущего;
- 1884—1935: Джордж Шолто Дуглас, 19-й граф Мортон (5 ноября 1844 — 8 октября 1935), сын предыдущего;
- 1935—1976: Шолто Чарльз Джон Хей Дуглас, 20-й граф Мортон (12 апреля 1907 — 13 февраля 1976), сын Шолто Чарльза Дугласа, лорда Абердура (1878—1911) и внук 19-го графа Мортона;
- 1976—2016: Джон Чарльз Шолто Дуглас, 21-й граф Мортон (19 марта 1927 — 5 марта 2016), единственный сын достопочтенного Чарльза Уильяма Шолто Дугласа (1881—1960) от второго брака, внук 19-го графа Мортона;
- 2016 — н. в.:  Джон Стюарт Шолто Дуглас, 22-й граф Мортон (род. 17 января 1952), старший сын предыдущего;
  - Наследник: Дэвид Джон Шолто Дуглас, лорд Абердур (род. 28 мая 1986), единственный сын предыдущего.

## Исторические резиденции графов Мортон
- Замок Aбердур, Файф
- Абердур-хаус, Файф
- Далкейт-хаус, Мидлотиан
- Далмахой-хаус, Эдинбург
- Замок Лохлевен, Перт и Кинросс
- Замок Мортон, Дамфрис-энд-Галловей